# Ctenium concissum
Ctenium concissum är en gräsart som beskrevs av Jason Richard Swallen. Ctenium concissum ingår i släktet Ctenium, och familjen gräs.
Artens utbredningsområde är Panamá. Inga underarter finns listade i Catalogue of Life.